# Вердонне
Вердонне́ (фр. Verdonnet) — коммуна во Франции, находится в регионе Бургундия. Департамент коммуны — Кот-д’Ор. Входит в состав кантона Лень. Округ коммуны — Монбар.
Код INSEE коммуны — 21664.

## Население
Население коммуны на 2010 год составляло 88 человек.
| 1962 | 1968 | 1975 | 1982 | 1990 | 1999 | 2010 |
| ---- | ---- | ---- | ---- | ---- | ---- | ---- |
| 157  | 147  | 112  | 120  | 91   | 84   | 88   |

## Экономика
В 2010 году среди 45 человек трудоспособного возраста (15—64 лет) 31 были экономически активными, 14 — неактивными (показатель активности — 68,9 %, в 1999 году было 67,3 %). Из 31 активных жителей работали 30 человек (17 мужчин и 13 женщин), безработной была 1 женщина. Среди 14 неактивных 5 человек были учениками или студентами, 6 — пенсионерами, 3 были неактивными по другим причинам.